# Tullens grader i Frankrike

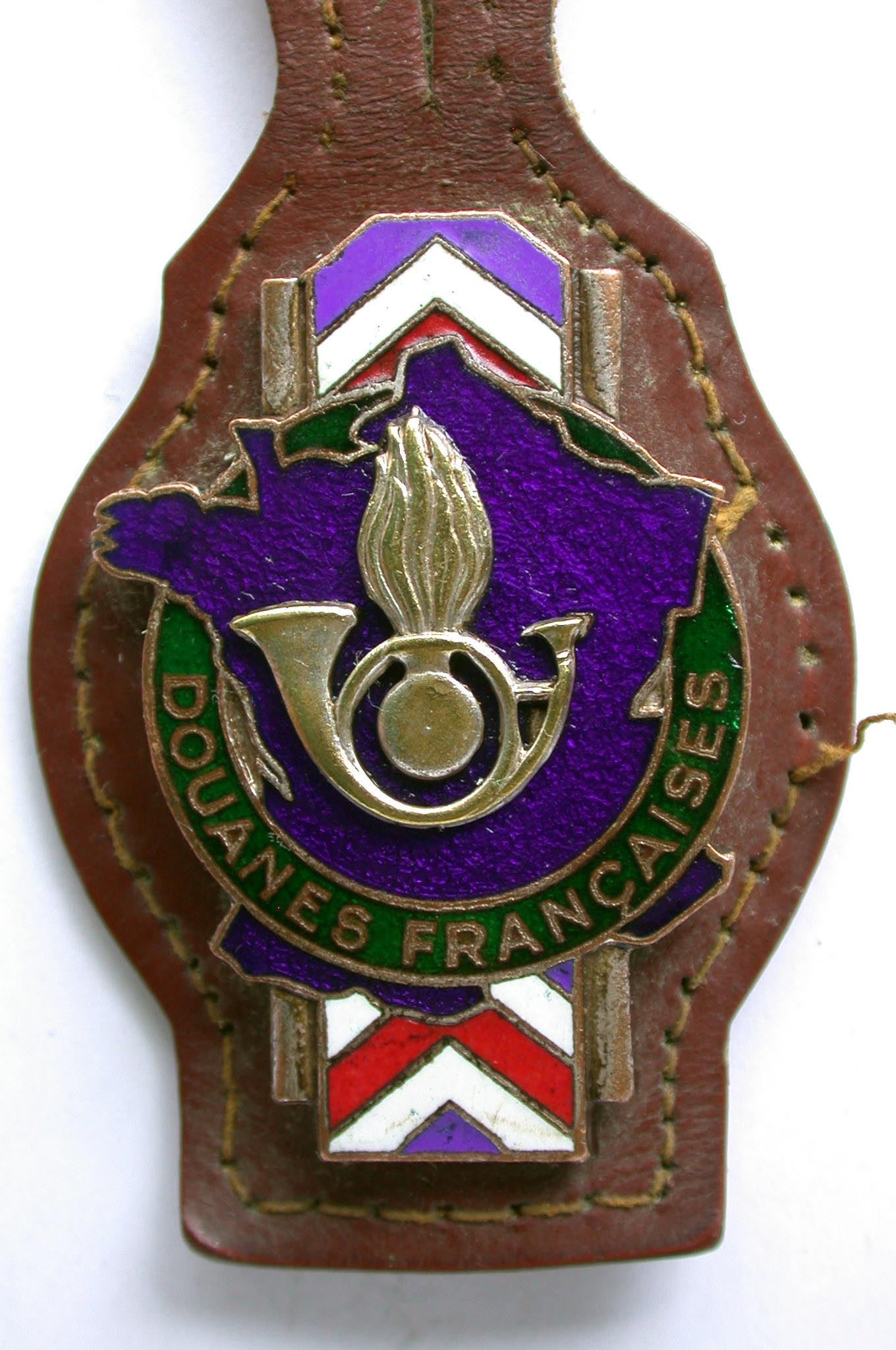
Franska tullverkets tjänstetecken.

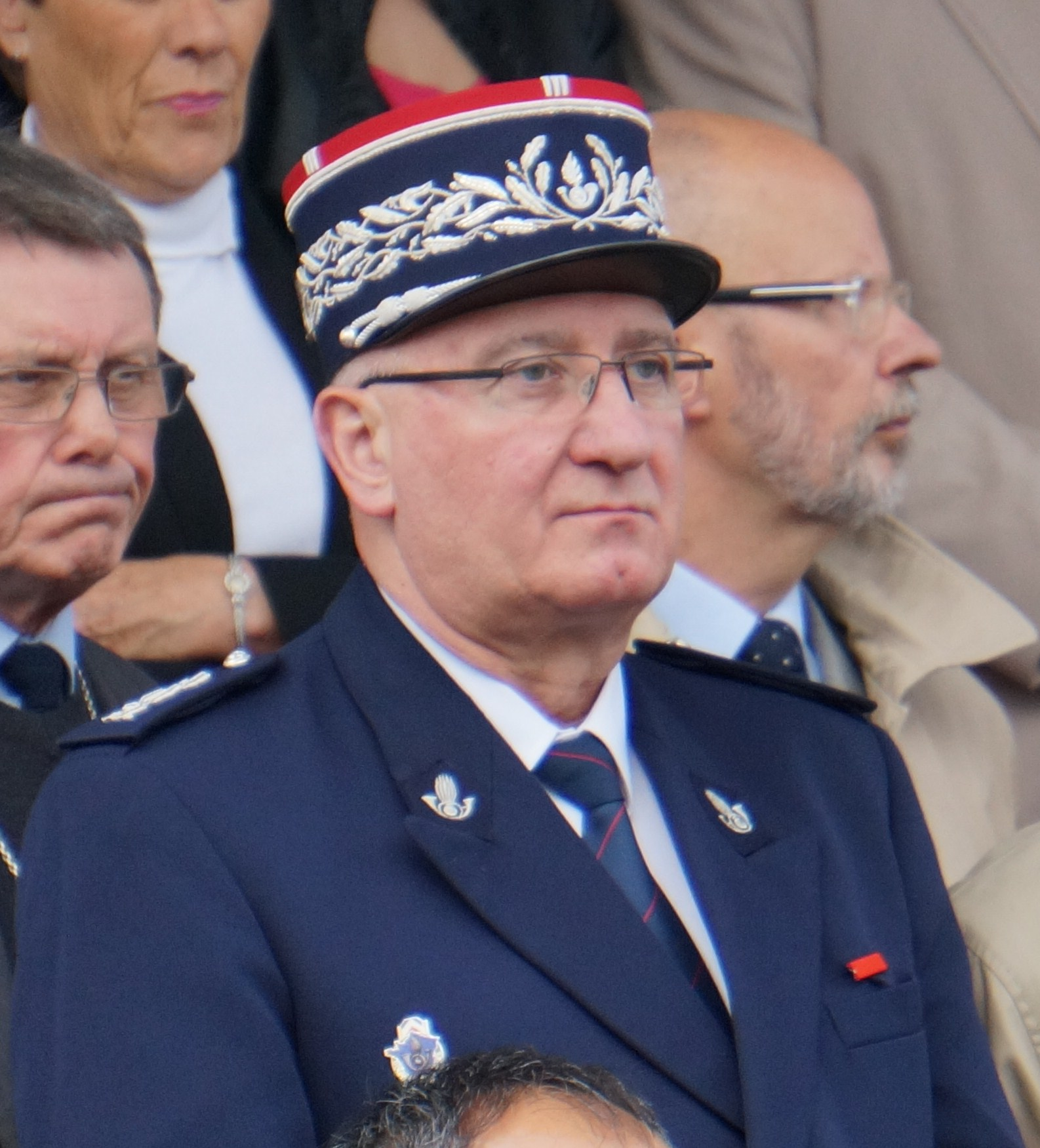
Högsta gradens tulltjänsteman i uniform.

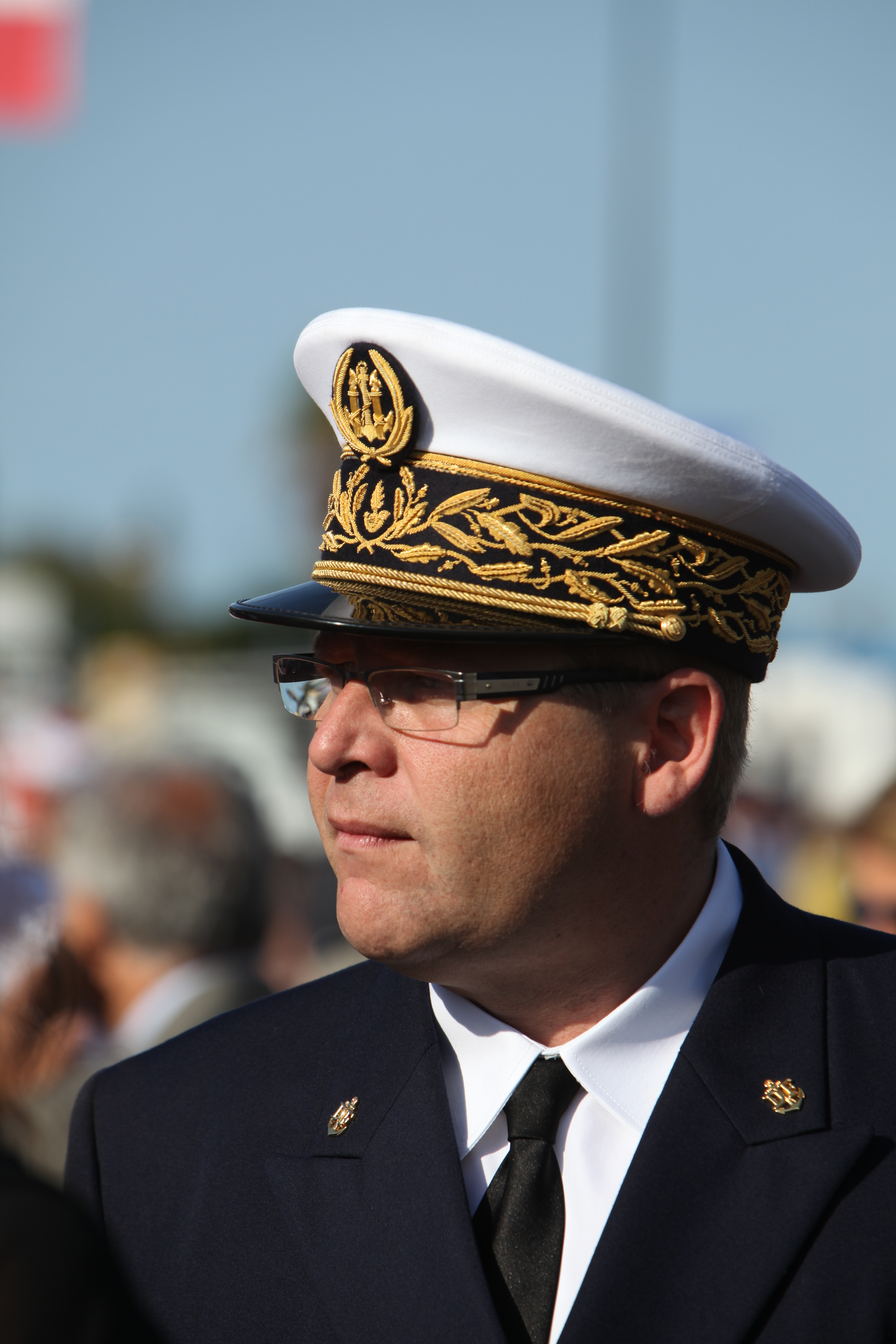
Högsta gradens tulltjänsteman i uniform för tullens sjö- och flygenheter.

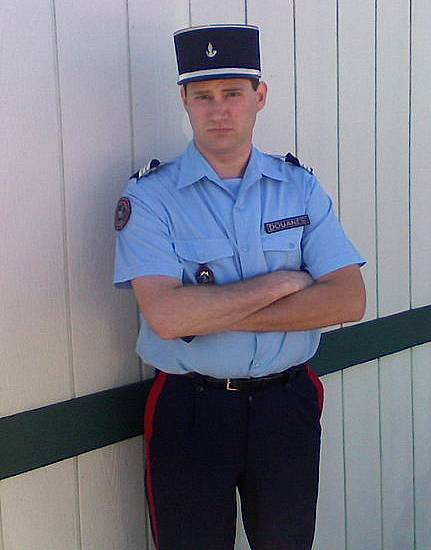
Fransk tulltjänsteman med graden Agent de constatation de 1re classe.

Tullens grader i Frankrike anger den hierarkiska ordningen i det franska tullverket (Douane).

## Hierarkiska kategorier
För anställning som tjänsteman kategori A (inspecteur des douanes ) krävs treårig akademisk examen. För kategori B (contrôleur des douanes ) krävs studentexamen (gymnasium med högskolebehörighet). För kategori C (agent de constatation des douanes ) krävs genomgången grundskola eller gymnasium på yrkesprogram (ej högskolebehörighet) eller minst tre års yrkeserfarenhet på nivå som motsvarar tjänsteman kategori C.

## Grader och gradbeteckningar sedan 2002
| Nr | Grader | Kategori | Landbaserade enheter | Sjö- och flygenheter |
| -- | --- | -------- | -------------------- | -------------------- |
| 1  | Administrateur genéral des douanes Administrateur supérieur Administrateur                                                        | A        |                      | ...                  |
| 2  | Directeur principal des services douaniers Directeur des services douaniers 1re classe Directeur des services douaniers 2e classe | A        |                      |                      |
| 3  | Inspecteur principal 1re classe Inspecteur principal 2e classe                                                                    | A        |                      |                      |
| 4  | Inspecteur régional de 1re classe Inspecteur régional de 2e classe Inspecteur régional de 3e classe                               | A        |                      |                      |
| 5  | Inspecteur | A        |                      |                      |
| 6  | Controleur principal | B        |                      |                      |
| 7  | Contrôleur de 1re classe | B        |                      |                      |
| 8  | Contrôleur de 2e classe | B        |                      |                      |
| 9  | Agent de constatation principal de 1re classe                                                                                     | C        |                      |                      |
| 10 | Agent de constatation principal de 2e classe                                                                                      | C        |                      |                      |
| 11 | Agent de constatation de 1re classe                                                                                               | C        |                      |                      |
| 12 | Agent de constatation de 2e classe                                                                                                | C        |                      |                      |

## Grader och gradbeteckningar 1970-2002
| Nr | Grader | Kategori | Gradbeteckningar vid tullens landbaserade enheter | Gradbeteckningar vid tullens sjö- och flygenheter |
| -- | --- | -------- | ------------------------------------------------- | ------------------------------------------------- |
| 1  | Directeur des services douaniers Directeur interregional Directeur fonctionnel Directeur régional                          | A        |                                                   | -                                                 |
| 2  | Inspecteur divisionnaire de 1e classe Inspecteur divisionnaire 2e classe                                                   | A        |                                                   |                                                   |
| 3  | Inspecteur principal | A        |                                                   |                                                   |
| 4  | Inspecteur des douanes hors classe                                                                                         | A        |                                                   |                                                   |
| 5  | Inspecteur des douanes de classe normale Contrôleur divisionnaire                                                          | A B      |                                                   |                                                   |
| 6  | Chef de section | B        |                                                   |                                                   |
| 7  | Contrôleur | B        |                                                   |                                                   |
| 8  | Agent principal d'administration Agent de constatation principal de 1e classe Agent de constatation principal de 2e classe | C        |                                                   |                                                   |
| 9  | Agent de constatation | C        |                                                   |                                                   |
| 10 | Brigadier | C        |                                                   |                                                   |
| 11 | Préposé | C        | 1 vinkel i vitt                                   |                                                   |